# 艾芙丽纳·皮茜叶
艾芙丽纳·皮茜叶（法語：Évelyne Pisier，1941年10月18日—2017年2月9日）是一位法国政治学家和作家，她的第一任丈夫是曾任法国卫生部部长贝尔纳·库什内，两人育有三个子女，第二任丈夫是政治学家奥利维·杜阿梅尔。